# Triptychon (Max Beckmann)
Die Triptychen von  Max Beckmann stellen eine einzigartige Werkfolge in der Kunst der Moderne dar. Von 1932 bis zu seinem Tod 1950 sind insgesamt zehn Triptychen entstanden. Zwar haben auch andere Künstler der Klassischen Moderne wie Otto Dix oder Oskar Kokoschka diese Bildform benutzt, doch hat sie keiner von ihnen zu einem Schwerpunkt des eigenen Schaffens gemacht.
In chronologischer Folge ihrer Entstehung handelt es sich um folgende Werke:
- Abfahrt, 1932/33 in Frankfurt am Main und Berlin; Museum of Modern Art, New York,
- Versuchung (des Heiligen Antonius), 1936/1937, Berlin; Pinakothek der Moderne, München,
- Akrobaten, 1939, Amsterdam; Morten D. May, Saint Louis Art Museum,
- Perseus, 1940/41, Amsterdam; Museum Folkwang, Essen,
- Schauspieler, 1941/42, Amsterdam; Fogg Art Museum, Cambridge (USA),
- Karneval, 1942/43, Amsterdam; The University of Iowa Museum of Art, Iowa City (USA),
- Blindekuh, 1944/45, Amsterdam; The Minneapolis Instituts of Arts, Minneapolis (USA),
- Der Anfang, 1946/49, Amsterdam; The Metropolitan Museum of Art, New York,
- Argonauten, 1949/50, St. Louis; National Gallery of Art, Washington, D.C.
- Amazonen oder Ballettprobe, 1950 (unvollendet), New York; Robert Gore Rifkind Collection, Beverly Hills (USA).

## Entstehung

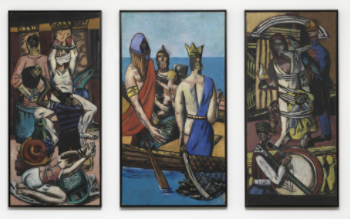
Abfahrt (Frankfurt 1932, Berlin 1933–1935)

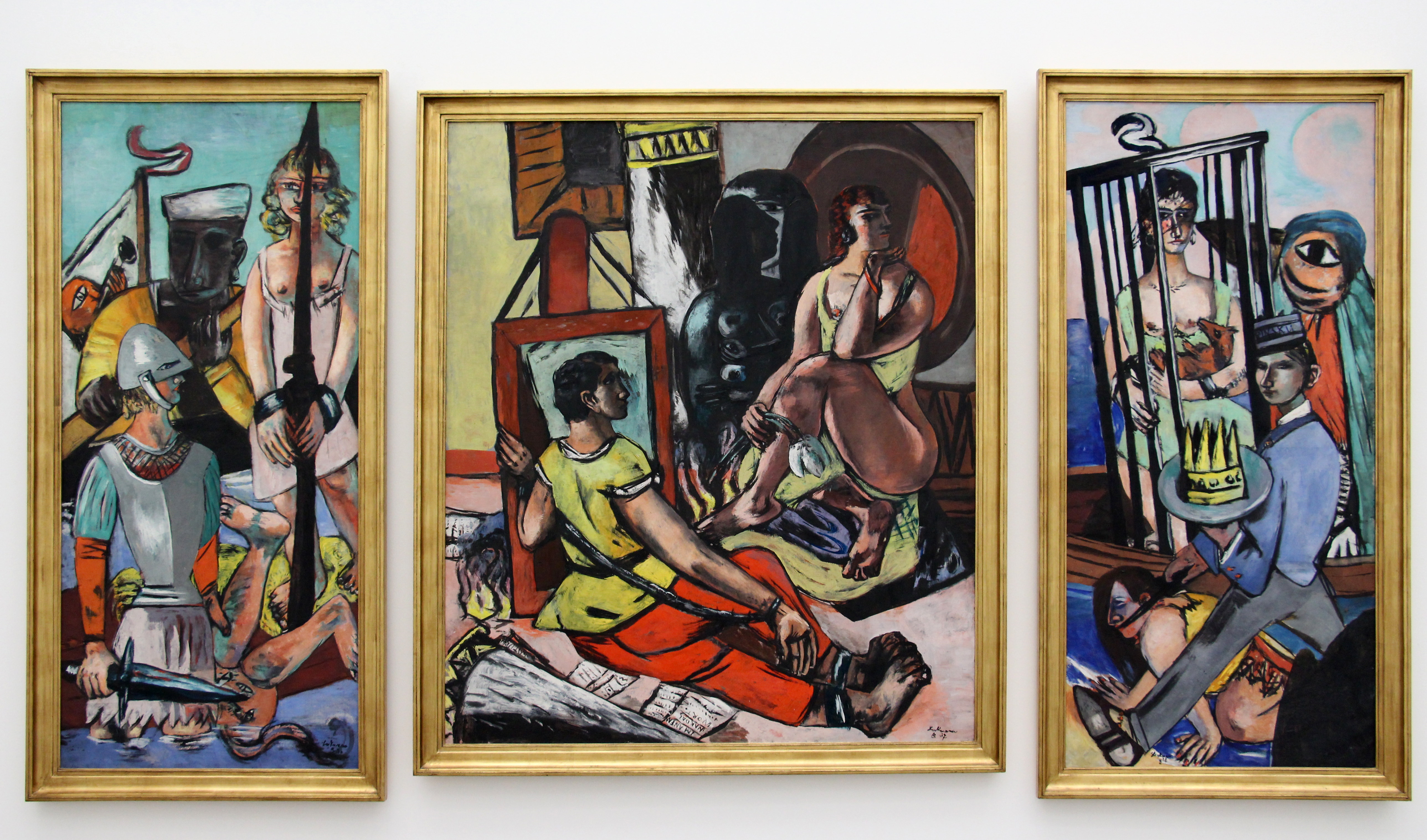
Versuchung des Heiligen Antonius (1936/1937)

Akrobaten (1939)

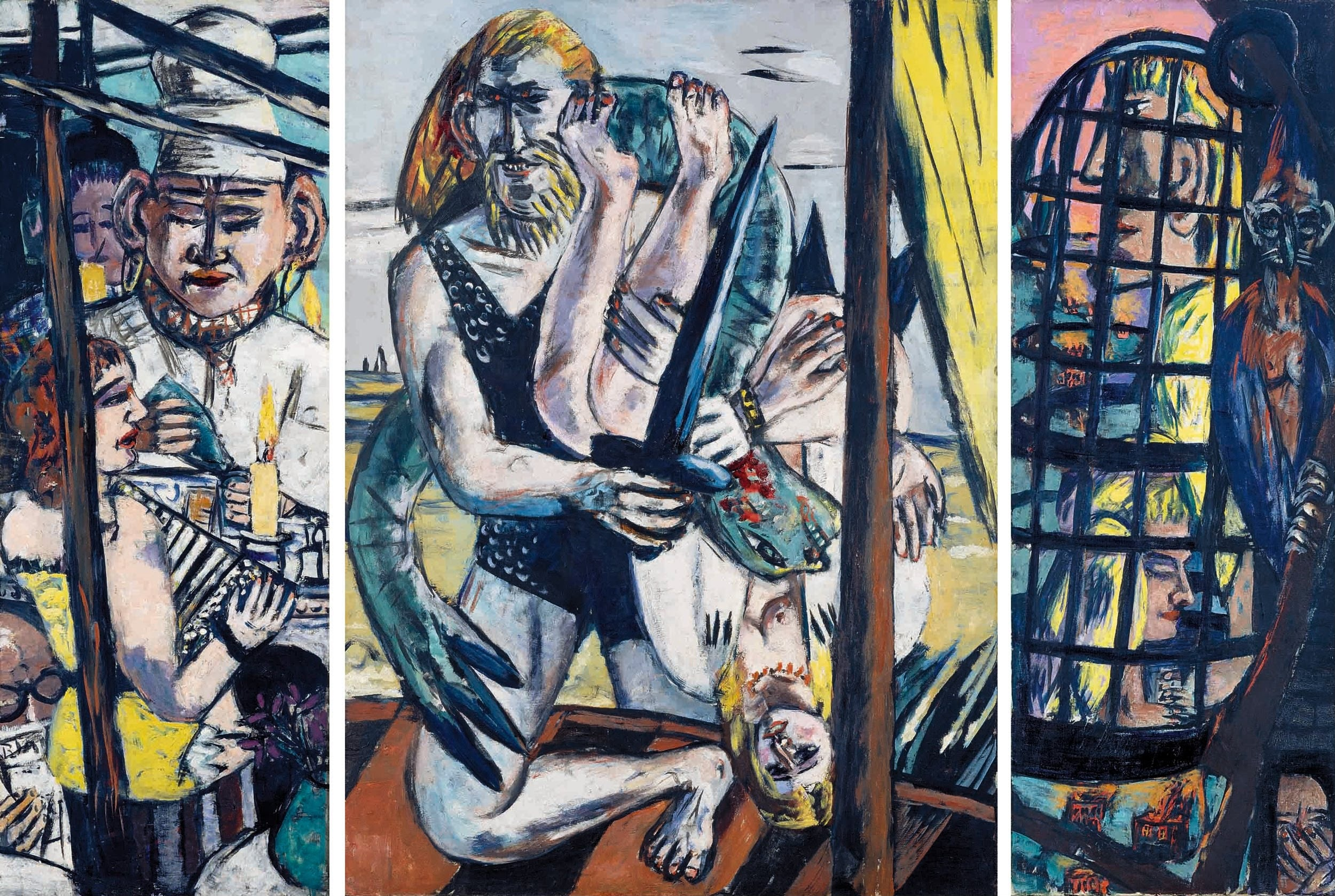
Perseus (1941)

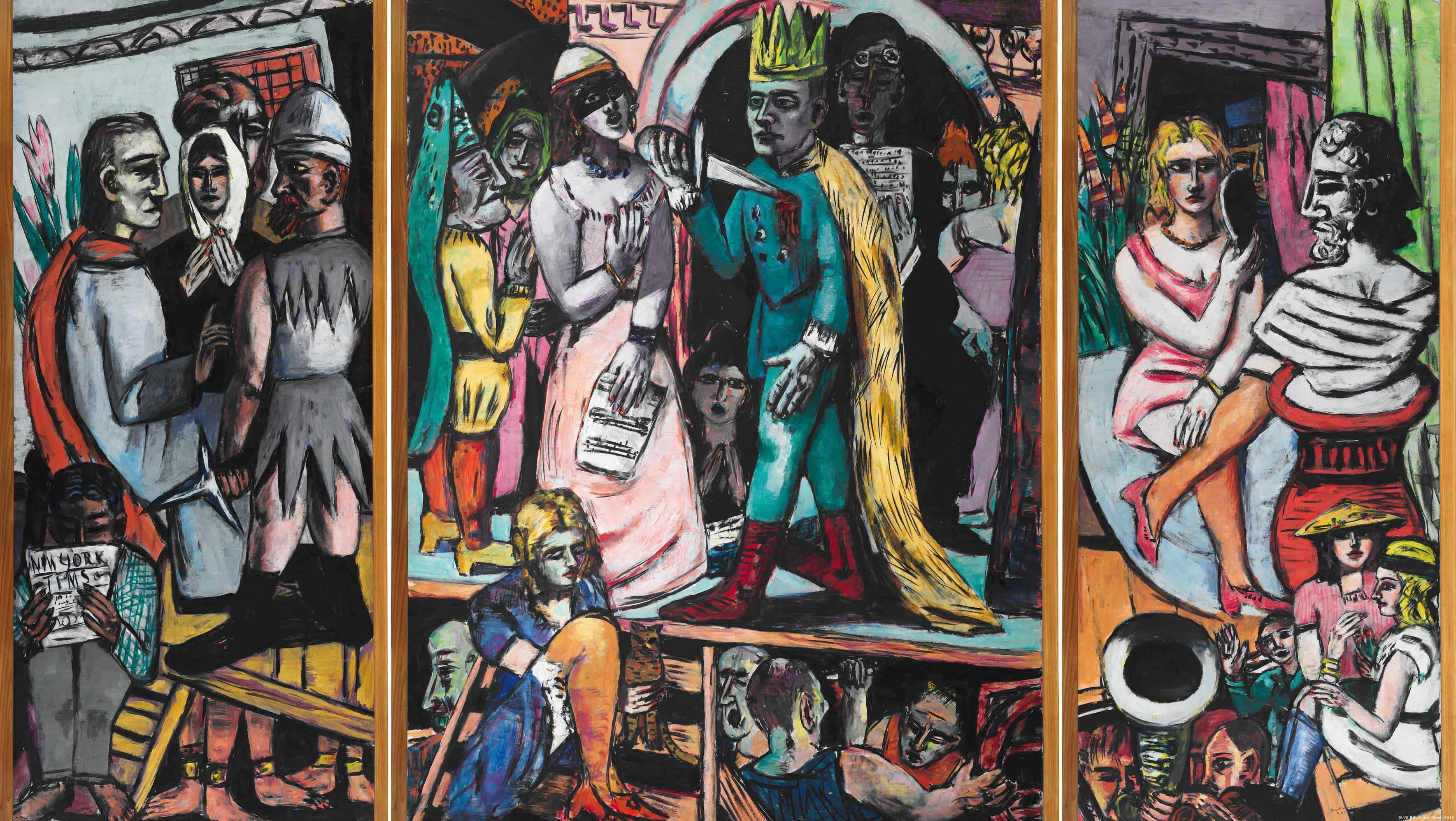
Schauspieler (1941/1942)

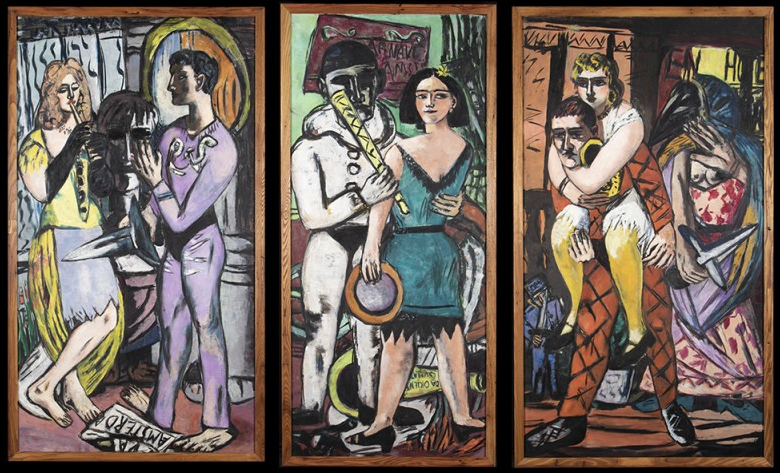
Karneval (1942/1943)

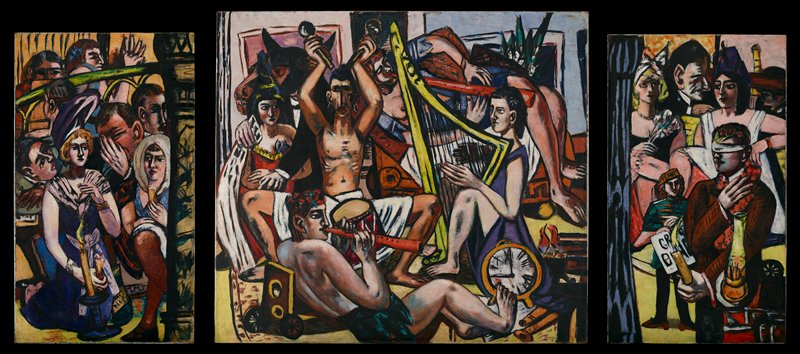
Blindekuh (1944/1945)

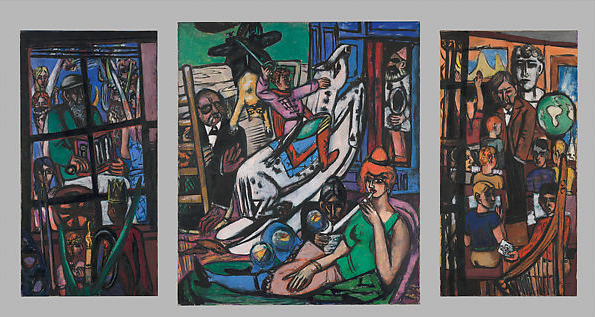
Der Anfang (1949)

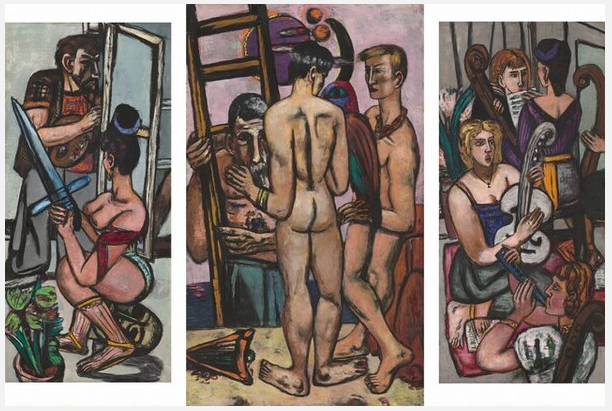
Argonauten (1949/1950)

Schon vor dem Ersten Weltkrieg beschäftigte sich Max Beckmann mit mittelalterlichen Gemälden und er begann, deren Vorstellung von Perspektive und Bildaufbau in seine Bilder aufzunehmen. Als prominente Beispiele hierfür sind die Bilder Die Kreuzabnahme von 1917 und Der Eiserne Steg von 1922 zu nennen. Ab Mitte der 1920er Jahre, nun Professor am Städel, beschäftigte er sich auch mit europäischen und asiatischen Mythen, deren Einflüsse verstärkt in seine Bilder eingingen.
Im Jahr 1932 begann er mit der Arbeit an seinem ersten Triptychon, ab 1938 als Abfahrt bekannt. Es konnte erst in Berlin beendet werden, da Beckmann im Jahr 1933 die Professur am Städel gekündigt worden war. In Berlin nahm er 1936 die Arbeit an seinem zweiten Triptychon Die Versuchung auf, vollendet wurde es 1937 in Amsterdam, wohin er mit seiner Frau Quappi Beckmann flüchtete. Im Exil in Amsterdam entstanden bis 1947 fünf weitere Triptychen. Ein weiteres, in Amsterdam begonnen, beendete er nach seiner Übersiedlung in die Vereinigten Staaten. Es trägt den bezeichnenden Titel Der Anfang. Die Argonauten war das letzte Bild, an dem Beckmann arbeitete. Er vollendete es einen Tag vor seinem Tod 1950 in New York. Das Triptychon Amazonen oder Ballettprobe blieb indes unvollendet.

## Bildmotive und Themen
Max Beckmann bezog die Bildsprache für seine Triptychen hauptsächlich aus zwei Quellen, aus der klassischen Mythologie und den Bereichen Theater, Zirkus und Variete. Obwohl er eine christliche Bildform benutzte, kommen christliche Motive kaum vor. Nur der vollständige Name des Triptychons Die Versuchung des Heiligen Antonius hat einen offenen christlichen Zusammenhang. Im Bild ist Antonius aber nicht abgebildet, nur ein Buch mit den ersten Worten des Johannes-Evangeliums zeigt einen möglichen christlichen Hintergrund an.
Beckmann erzählte die antiken Mythen in seinen Bildern nicht bloß nach, vielmehr setzte er sie neu zusammen. So verknüpfte er verschiedene Mythen für manche Triptychen zu neuen Erzählungen. Darüber hinaus finden sich auch Figuren wie Seeungeheuer und Vogelmensch aus außereuropäischen Mythen wieder. Eine vielbrüstige schwarze Gestalt in Versuchung wird mit der indischen Göttin Kali identifiziert.
Auch die Namen der Bilder sind keine sicheren Wegweiser zum Verständnis. Beckmann änderte die Namen während der Entstehung mehrfach. Andere wurden den Bildern erst später gegeben.

## Deutung
Max Beckmann hat eine Deutung seiner Bilder und somit auch seiner Triptychen nie vorgegeben. Vielmehr sah er es als Aufgabe des Betrachters an, eine zu finden, wobei ihm das Gefühl, das ein Bild vermittelt, wichtiger war als die erzählte Geschichte. Als der Galerist Curt Valentin für Kunden eine Deutung für das Triptychon Abfahrt erfragte, meinte Beckmann, man soll es ihm zurückschicken, und fügte hinzu, dass seine Bilder Wahrheiten trügen, die durch Worte nicht darstellbar seien. Er könne mit seinen Bildern nur zu Leuten sprechen mit einem „ähnlichen metaphysischen Code“.

## Wichtige Ausstellungen
- Das Triptychon Versuchung war 1938 einer der Höhepunkte der Ausstellung „20th Century German Art“ in der New Burlington Gallery in London. Die Ausstellung war eine Reaktion auf die Ausstellung „Entartete Kunst“ 1937 in München.
- Dem Städel in Frankfurt am Main gelang es, 1981 fast alle Triptychen gemeinsam auszustellen. Nur die Argonauten fehlten; sie waren dafür 2011 zur Wiedereröffnung des Museums zusammen mit Abfahrt und Der Anfang zu sehen („Beckmann & Amerika“).
- In der Ausstellung „Max Beckmann: Exil in Amsterdam“ waren in Amsterdam und anschließend in München bis Januar 2008 fünf Triptychen gemeinsam zu sehen.
- Im Zentrum der Ausstellung „Max Beckmann. Welttheater“ im Museum Barberini im Jahre 2018 stand das Triptychon „Schauspieler, 1941/42“. Die Schau war zuvor in der Kunsthalle Bremen zu sehen.

## Rezeption
Der Komponist Günter Neubert schuf, in Erinnerung an Max Beckmann, die Werke Triptychon für Englisch Horn, Bratsche, Kontrabass und Gitarre und Triptychon II für Englisch Horn, Fagott, Bratsche und Gitarre, die vom Leipziger Consort und Ensemble Sortisatio aufgeführt wurden.